# Music for Relief

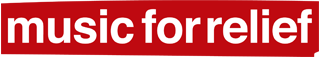

Music for Relief (MFR) là tổ chức từ thiện phi lợi nhuận do ban nhạc Linkin Park thành lập để ứng phó với trận sóng thần năm 2004 ở Ấn Độ Dương. Trong suốt 12 năm đầu tiên, nhờ các đối tác nghệ sĩ, các nhà tài trợ và những người ủng hộ, Music for Relief đã ứng phó với hơn 30 thảm họa thiên nhiên trên 4 châu lục, cung cấp cứu trợ ngay lập tức và tài trợ cho việc phục hồi lâu dài với trọng tâm là tính bền vững. Vào tháng 3 năm 2018, Music for Relief thông báo họ sẽ hợp tác với Entertainment Industry Foundation (EIF - Quỹ Công nghiệp Giải trí) để tăng cường hiệu quả của công tác cứu trợ và khắc phục thảm họa.
Dựa trên cam kết lịch sử của EIF trong việc thúc đẩy hơn nữa các nỗ lực từ thiện của cộng đồng giải trí, Music for Relief cho phép phản ứng ngay lập tức khi xảy ra khủng hoảng con người hoặc thảm họa thiên nhiên. Bằng cách huy động cộng đồng giải trí và cam kết hợp tác với các đối tác và tổ chức quan trọng trên thực địa, MFR có thể cung cấp tài trợ và hỗ trợ các dịch vụ quan trọng trong thời gian thực, đảm bảo tính đầy đủ và khả năng phục hồi lâu dài ở các khu vực bị ảnh hưởng trên toàn thế giới.

## Giới thiệu
Music for Relief đã quyên góp được hơn 8 triệu đô la và hỗ trợ cho các trường hợp khẩn cấp nhân đạo sau:
- Sóng thần Ấn Độ Dương
- Bão Katrina và Rita
- Lốc xoáy Sidr ở Bangladesh
- Trận động đất ở Haiti
- Cứu trợ sóng thần Nhật Bản
- Nạn Đói ở Đông Phi
- Bão Sandy
- Cơn bão Haiyan
- Power the World
- Dịch bệnh Ebola bùng phát ở Tây Phi
- Lũ lụt ở Balkans
- Lốc xoáy Oklahoma
- Tái trồng rừng ở Brazil, Mỹ, Canada, Haiti và Palestine
- MFR Green Home
- Bão Maria
- Bão Florence
- Bão Michael
- Đám cháy Woolsey ở California
- Đám cháy Camp (2018) ở California